# Dudu (football, 1990)
Pour les articles homonymes, voir Dudu.
Luiz Eduardo dos Santos Gonzaga est un footballeur brésilien né le 22 avril 1990 à Itanhaém. Il évolue au poste d'attaquant.

## Biographie
Avec l'équipe de Figueirense, il joue 39 matchs en première division brésilienne, inscrivant six buts.

## Palmarès
- Vainqueur du Campeonato Catarinense en 2014 et 2015 avec le Figueirense FC
- Vainqueur de la Coupe Suruga Bank en 2014 avec le Kashiwa Reysol